# 타치바나 리코
타치바나 리코(일본어: 立花里子/Riko Tachibana, 1984년 11월 10일 ~ )는 일본의 여자 성인 비디오 여배우다.

## 출연작

### 영화
- 여교사의 비밀애(2007)[2] - 아야메 역